# Miconia tschudyoides
Miconia tschudyoides är en tvåhjärtbladig växtart som beskrevs av Célestin Alfred Cogniaux. Miconia tschudyoides ingår i släktet Miconia och familjen Melastomataceae. Inga underarter finns listade i Catalogue of Life.